# اوشن سیتی (واشینگتن)
اوشن سیتی، واشینگتن (انگلیسیOcean City, Washington) یک محل برگزاری سرشماری در شهرستان گرایس هاربر، واشینگتن، ایالات متحده است. جمعیت آن در سرشماری سال ۲۰۱۰، ۲۰۰ بود.